# アレクサンドル・ルイジーニ

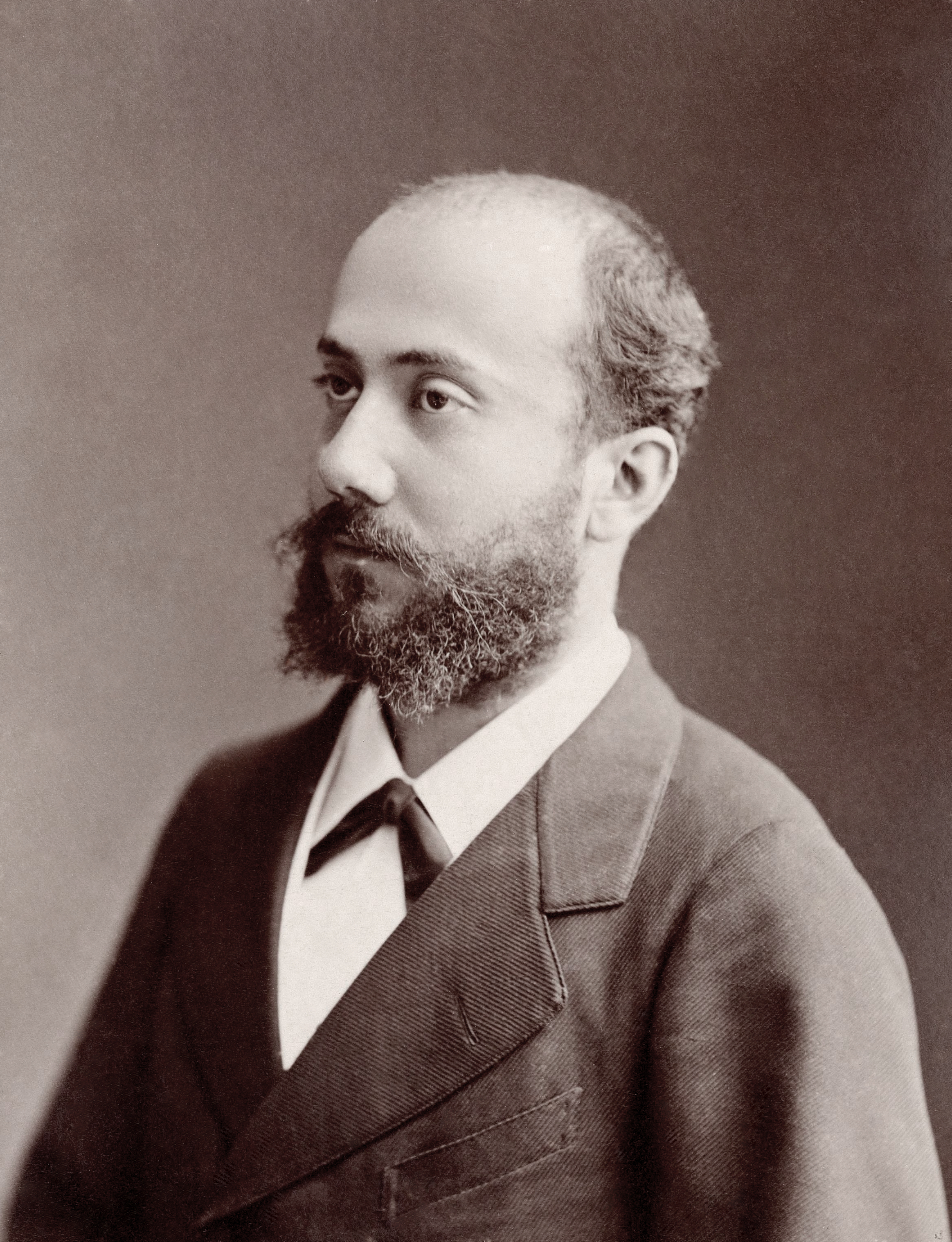
アレクサンドル・ルイジーニ

アレクサンドル(・クレマン・レオン・ジョゼフ）・ルイジーニ（またはリュイジニー）（Alexandre Clement Leon Joseph Luigini, 1850年3月9日 - 1906年7月29日）はフランスの舞台音楽の作曲家、ヴァイオリニスト。リヨン出身。父方の祖父母はモデナ出身のイタリア人で、祖父は同地の歌劇場のオーケストラでトランペット奏者を務めており、父親はその指揮者であった。
音楽的環境の中で成長し、パリ音楽院に学んだ後リヨンに帰郷。劇場オーケストラのヴァイオリン奏者として過ごし、後に指揮者や楽長を務めるようになった。常任指揮者として、劇場の需要に応じた楽曲の提供が期待されていたため、バレエ音楽や歌劇、管弦楽組曲を作り出すようになった。1897年にリヨンを去って、パリのオペラ＝コミック座の指揮者に着任、1906年に急死するまで多忙な日々を送った。
ルイジーニの作品は、劇場オーケストラという自らの背景を反映して、ほとんどがバレエや演劇むけの軽い音楽となっている。オペラは2曲ある。たくさんの歌曲や、いくつかの室内楽曲も手懸けた（弦楽四重奏曲1曲を含む）。
バレエ音楽《エジプトの踊り Ballet Egyptien 》（1875年）は、ルイジーニの最も有名な作品であり、20世紀初頭においては管弦楽組曲版が人気であった。ヴェルディの《アイーダ》のリヨン初演（1886年）の際に、第2幕に挿入されたことがきっかけとなり、有名になった。